# 小山松寿

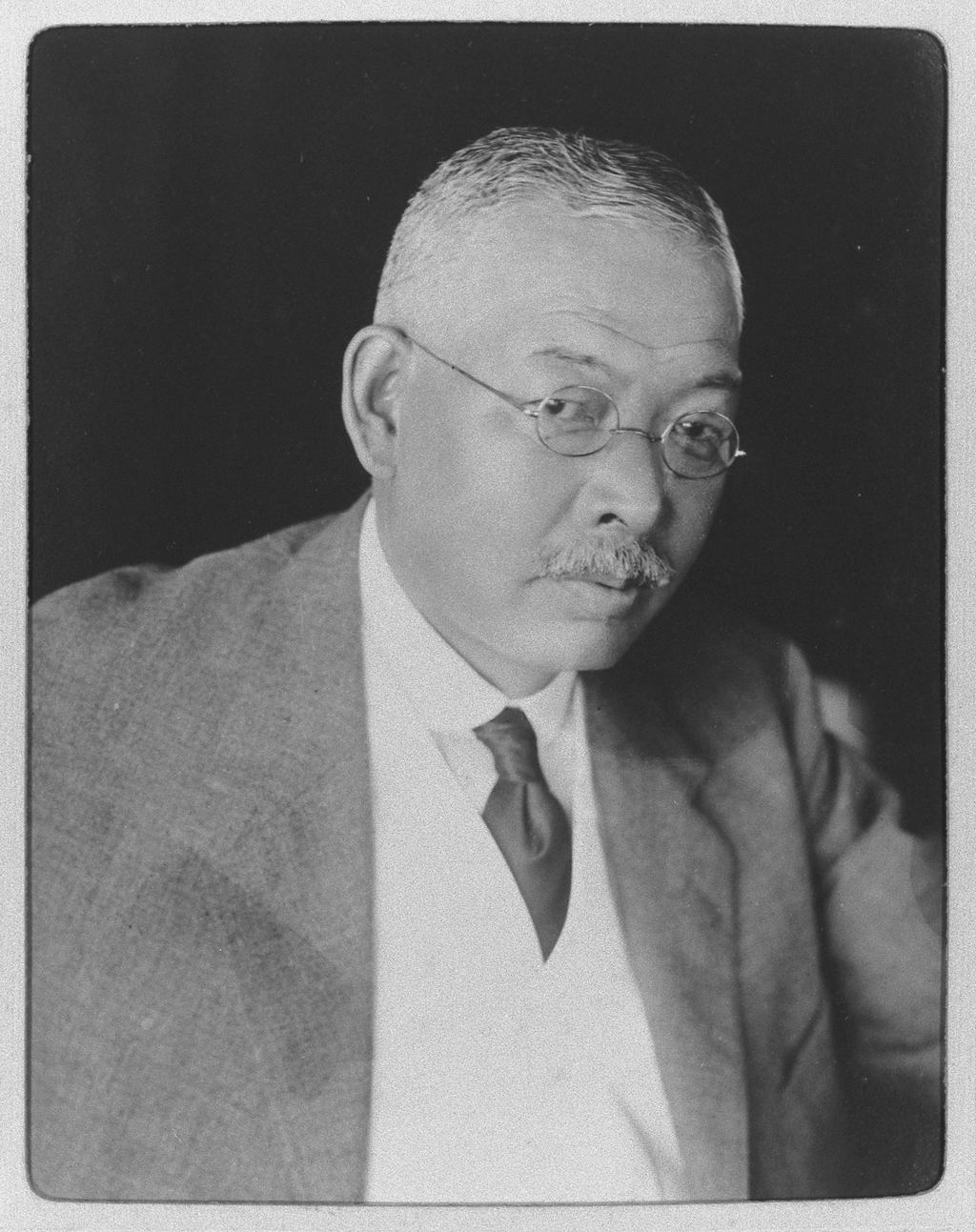
小山松寿

小山 松寿（こやま しょうじゅ / こやま まつじゅ、1876年1月28日 - 1959年11月25日）は、日本の政治家、新聞経営者。第33代衆議院議長（1937年7月 - 1941年12月）。1941年勲一等瑞宝章受章。歿時正三位勲一等旭日大綬章受章。

## 来歴・人物
長野県佐久郡小諸与良町（現・小諸市）に、生糸仲買人・小山与右衛門の長男として生まれる。1895年東京専門学校（現・早稲田大学）法律科を卒業後、中国研究のため福建省廈門に渡り、貿易事情を中心に調査活動を行っていた。1900年、大阪朝日新聞より戦時特別通信員を委嘱されたことを契機に、新聞界入りすることとなる。
帰国後の1902年、大阪朝日に正式採用され、名古屋通信部に赴任する。その後、名古屋支局長を務める。1906年、小山の手腕を見込んだ『中京新報』社長山田才吉より同紙を譲り受け、『名古屋新聞』と改題し新聞経営に乗り出す。普選運動を支持し、講演会に女性解放運動家の平塚雷鳥を招くなどの進歩的な論調で名古屋市内にて購読者層を拡げ、郡部を基盤とする政友会系のライバル紙『新愛知』と熾烈な販売競争を繰り広げた。一方で1907年名古屋市議当選を期に政界にも進出し、1915年に行われた第12回衆議院議員総選挙で名古屋市選挙区から最高点で衆議院議員に当選した。以後10回連続当選。
1916年に憲政会結成に参加。1923年、憲政会幹事長を務める。1925年には加藤高明内閣にて農林政務次官を務める。立憲民政党幹事長（1929年）、衆議院副議長（1930年 - 1931年）を経て、1937年衆議院議長に就任する。
1938年3月16日、社会大衆党の西尾末広は国家総動員法の賛成演説の中で「スターリンのごとく」大胆に進めと演説したところ、共産主義を推奨していると攻撃された。西尾はその場で該当箇所を取り消すと発言するも、小山は受け容れず懲罰委員会に付し、結局衆議院除名となった。この除名騒動には、第1次近衛内閣に対する社会大衆党の“与党ぶり”に対する政友・民政両党の反感が底流にあったといわれている。
同年、名古屋に新しい大学の設置を求める「名古屋総合大学設置期成同盟会」に顧問として参加。衆院議長という立場もあったためその後衆議院に提出された建議案には名前が載せられなかったが、名古屋を代表する政治家として名古屋帝国大学の設立に尽力した。
1940年2月2日、民政党の斎藤隆夫は「支那事変処理に関する質問演説（反軍演説）」において、舌鋒鋭く政府・軍部批判を行った。散会後に軍部の政府委員から演説に対して非難の火の手が上がると、小山はすぐさま職権で（斎藤の了解を得てはいたものの）演説の後半部分、全体の3分の2を削除した。それでも攻撃が緩まないと見るや、民政党幹部と協議の上西尾と同様に懲罰委員会送りにし、最終的に除名処分となった。
衆議院議長在籍時に西尾と斎藤の除名決議の議事に携わることになったが、軍部の力が強かった時代はいえ、議会制民主主義の根幹をなす「言論の自由」という命題について、小山が如何ほどの見識と覚悟をもって議長職に臨んでいたのか、肯定的・否定的ともに多くの見方がある。
1942年、新聞統制で『名古屋新聞』と『新愛知』が合併し中部日本新聞社が誕生すると、小山は新聞界の第一線から身を引く。戦後は日本進歩党に参加するも1946年に公職追放され、以後は引退生活に入る。

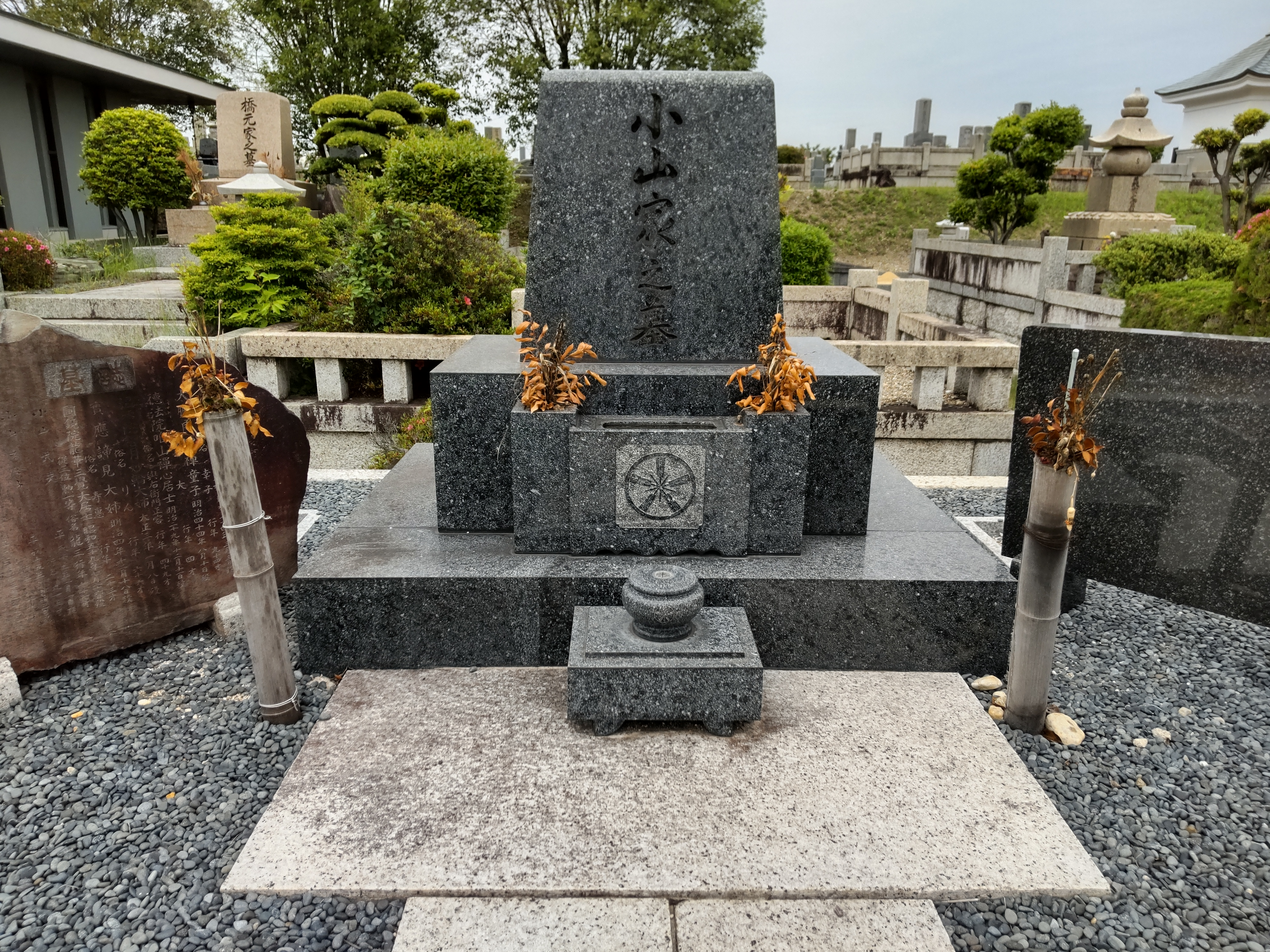
小山松寿始め一族の墓

1959年11月25日、脳出血のため83歳にて死亡。墓所は名古屋市天白区の八事霊園。没後正三位。

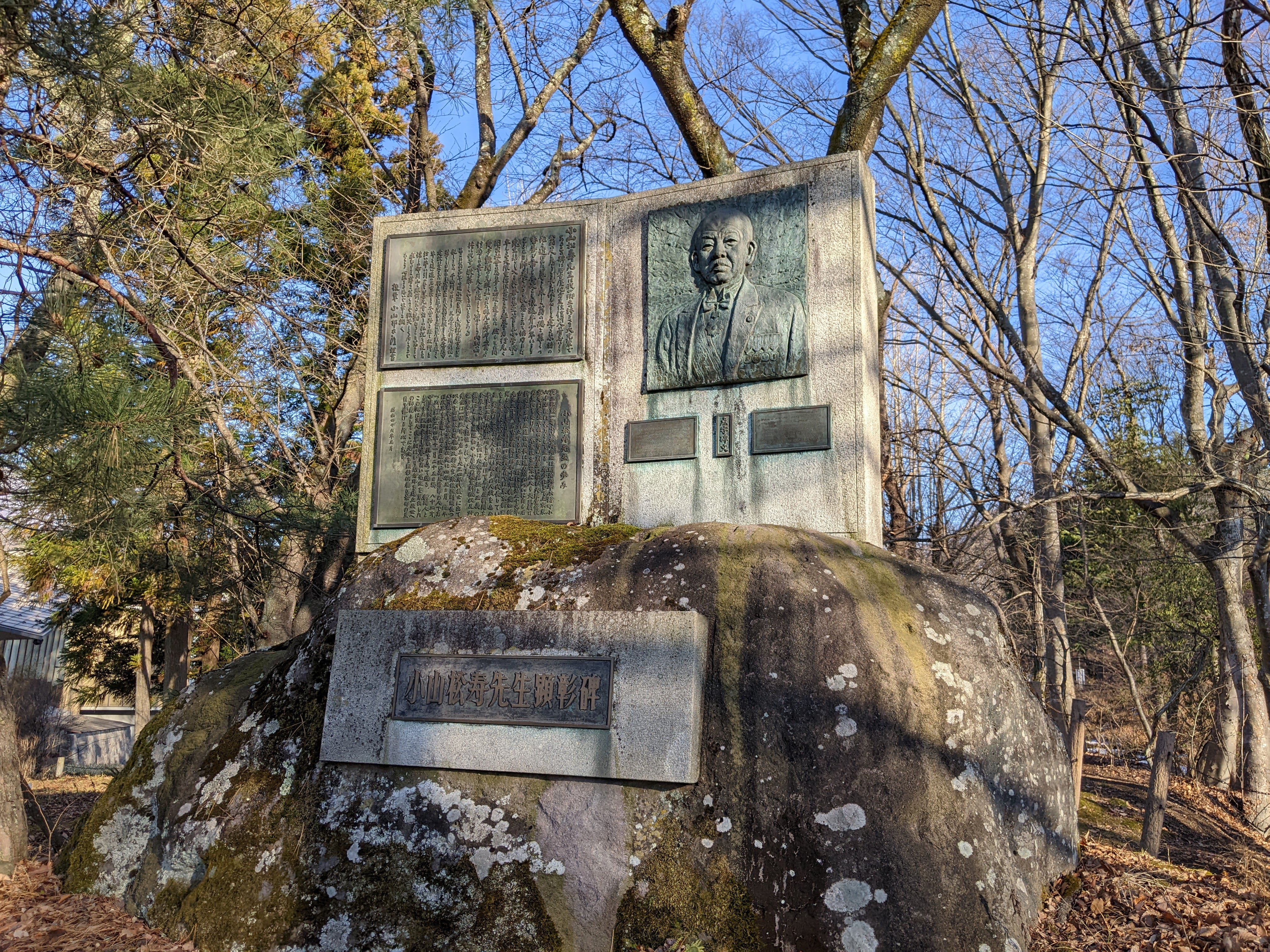
小諸懐古園の一角にある小山松寿の顕彰碑

1971年5月30日、出身地の小諸懐古園の千曲川を見下ろす一角に顕彰碑が建立序幕された。顕彰碑文は小山邦太郎による。

## 家族
義兄（妻の実兄）はジャーナリスト・写真家の森一兵で、新愛知との合併時まで名古屋新聞の社長を務めた。
長女・千鶴子の夫で小山家に養嗣子として迎えられた小山龍三は中日新聞社の経営に携わり、中日新聞社の社長・社主を務めた。
次女の夫（龍三の養弟）は中日新聞社相談役および中日ドラゴンズのオーナー兼球団社長を歴任した小山武夫。

## 著書
- 『南清貿易』東京専門学校出版部, 1901.6
- 『普選義解 国民要覧』編. 名古屋新聞社出版部, 1925
- 『憲政会内閣の政績』編. 小山事務所, 1927
- 『民政党及び浜口内閣の主義政策』編. 小山事務所, 1930